# エンマの劇場
エンマの劇場（エンマのげきじょう、英: Emma's theatre）は、ムーミンバレーパークのムーミン谷エリアにあるライブエンターテインメントが公演されるステージである。

## 概要
施設名にもある「エンマ」は、トーベ・ヤンソンが1954年に発表した小説『ムーミン谷の夏まつり』に登場する、フィリフヨンカの女性の名前である。ムーミン谷が洪水に見舞われ、ムーミン屋敷も水に浸かってしまった際に、移り住んだのがこの劇場。舞台監督だった夫のフィリフヨンクが亡くなってから、ひとりで劇場を守ってきたという。
「ムーミンコミックス」を原作とした作品を公演し、1年ごとに新たな作品に切り替えている。現在公演されている「自由でしあわせな生活」で3作目となる。すべての脚本と演出は、小栗了が務めている。

## 作品

### 2019年: 楽しいムーミン一家～春のはじまり～
楽しいムーミン一家～春のはじまり～（英: Fun Moomin Family-Beginning of Spring-）は、エンマの劇場で公演されていた第1作目のライブエンターテインメントである。ムーミンバレーパークがグランドオープンした2019年3月16日から2020年3月1日まで公演された。

#### ストーリー
物語は、旅に出ていたスナフキンがムーミン谷へ還って来るところから始まる。ムーミン谷の四季の話をしようとするスナフキンだが、みんなが冬眠して過ごす冬のムーミン谷のお話は面白くないと、春まで話を進める。
カッコウの鳴き声で冬眠から目を覚ましたムーミンはリトルミイと共に、ハーモニカを吹くスナフキンを出迎える。そしてみんなより1週間は長く寝ているというスニフを指笛でスナフキンが起こし、これから面白い事をすると話すとスニフは飛び起きる。その年の一番乗りを目指すため、スナフキンを先頭に山の頂上へ行進する。そして、文句ばかり言うスニフを引き摺りながら到着したムーミンたちだったが、山の一番乗りを果たしたのは彼等ではなかった。その証拠に大きなシルクハットが傍らに置かれていた。一行は、シルクハットを持って山を降りることにした。
家に戻るとムーミンパパが今日の新聞にはまるで記事が無いと話していたが、ムーミンは持って帰って来たシルクハットをムーミンパパに差し出す。ムーミンパパは、普段着用しているシルクハットより随分と大きいと言うが、満更でもない態度を見せている。しかし、ハットを深く被り過ぎて頭から抜けなくなってしまう。ムーミンとスニフの手助けで何とか抜けるが、まるでシルクハットがギュっと頭を締め付けたような気がしたという。帽子をどうしようかと悩むムーミンにムーミンママはごみ箱として使おうと提案する。
ある日、ムーミンパパはシルクハットの傍でゆで卵の殻を見つけ、首を傾げながら殻をシルクハットの中に捨てる。するとシルクハットから煙が立ち上り、ムーミンたちは火事だと勘違いする。しかしよく見ると、その煙は綿の様に触る事ができ、更には上に乗る事ができると分かるとみんな大喜びする。煙に乗って楽しんだ後は、スニフを鬼にしてかくれんぼを始める。みんなは次々と見つかるが、ムーミンだけはスニフが隅々まで探しても見つからない。シルクハットの中からムーミンの声がしたかと思うと、ムーミンには見えないムーミン谷の仲間たちの誰も知らない人物が姿を現す。その場にいた全員が唖然とし、怪訝な目で“彼”を見る。確かにムーミンの声のする“彼”は、みんなが自分を騙している「新しい遊び」と思い込み、自らを「カリフォルニアの王様」と名乗る。しかし、スノークのおじょうさんを始め律儀に名乗り返す一同。これでは「新しい遊び」にならないと“彼”はムーミンパパに訴えるが、“彼”のパパだと認めず、ムーミンの居場所を聞き返す。“彼”は自分がムーミントロールだと答えるが、聞いてもらえない。スノークのおじょうさんが「ムーミンは貴方の様な顔はしていない」と“彼“に話し、ここで初めて自分の手や足の姿を見て「こんなの僕じゃない」と混乱する。ムーミンパパやスナフキンたちに切実に助けを求める“彼”。しかし誰もどうする事も出来ない中、絶望しそうなムーミンの前に現れたのは、ムーミンママ。“彼”は必死で信じてくれと泣きじゃくりながらムーミンママに縋る。ムーミンママと目を合わせる“彼”。するとムーミンママは、“彼”がムーミントロールであると認め、お互い抱き合うと、ムーミントロールの姿に戻った。ムーミンの説明により、シルクハットが原因だと分かり、一同が安堵した。ムーミンママにより、一同はご飯を食べに食卓へ向かう。

#### 登場人物 / キャスト
- ムーミントロール: 戸松遥[4]
- スノークのおじょうさん: 花澤香菜[4]
- ムーミンパパ: 菊池康弘[5]
- ムーミンママ: 片貝薫[5]
- リトルミイ: 豊崎愛生[6]
- スナフキン: 櫻井孝宏[6]
- スニフ: 福山潤[7]

#### スタッフ
- 脚本/演出: 小栗了[7]

### 2020年: 勇気を知った少女～ムーミン谷の仲間たちより～
勇気を知った少女～ムーミン谷の仲間たちより～（英: Girl who knew courage-from Moominvalley friends-）は、エンマの劇場で公演されていた第2作目のライブエンターテインメントである。2020年3月14日から2021年3月10日まで公演された。
2021年2月11日から3月10日まで、本作の終了に伴い、限定メニューやワークショップ、オリジナルグッズのほか、オンラインでもショーの映像を楽しめるプログラムが用意された。

#### ストーリー
ある日、ムーミン屋敷にトゥーティッキがやって来た。ムーミンが出迎えるが、彼女は後ろを向いて誰かと会話している様子だった。ムーミンが問いかけると、恥ずかしがり屋だという「ニンニ」を紹介されたが、そこには誰もいない。トゥーティッキによると、ニンニはおばさんからいじめられ、皮肉を言われる日々を過ごしたために、青ざめて足の方から色あせ、最終的には姿が消えてしまったという。おばさんはトゥーティッキのもとにニンニを連れてきて、世話を放棄したのだ。ニンニを元の姿に戻すにはムーミン屋敷に連れてくるしかないと考えたのだという。ニンニは喋ることすらできなくなってしまったが、おばさんが彼女の首に小さな銀の鈴をつけたため、居場所はわかるようになっていた。トゥーティッキすらニンニのことをよく知らなかったものの、ムーミンたちに彼女を託すことにした。トゥーティッキが帰った後、ムーミンたちはニンニを元に戻す方法を考えていたが、ムーミンママは「しばらくの間見えなくなっていたいと思った」と解釈した。そのためムーミンたちは、ニンニの気分が晴れるまでニンニをそっとしておくことに決めた。
ある日、ニンニがソファーに座ると、足が見えるようになった。しかし、ムーミンがおばさんのことを思い出させたため、再び足が消えてしまった。再びニンニの気分を晴れさせるため、ムーミンママはみんなでリンゴジュースを作るためのリンゴを収穫しに行くことを提案する。みんなで歌を歌いながらリンゴを収穫し、屋敷に帰ると、ベランダでコーヒーを飲むことになった。
その夜、ムーミンママはニンニの洋服を作った。朝になり、それを着たニンニは喋ることができるようになった。その嬉しさから、ムーミンとリトルミイは遊びに出かけることにした。しかし走ることも飛ぶこともできないニンニに、リトルミイは苛立ちを見せていた。怒ることができないことを欠点として挙げ、戦うことができないと顔が見えるようにならないと怒鳴った。
ある日、ムーミンたちはボートを浜に引き上げるため、海へ行くことになった。するとニンニは突然泣き出してしまった。海を初めて見たため、あまりにも大きすぎたためだという。トゥーティッキも加わり、ボートを浜へ引き上げることに成功した。そんな中、ムーミンママは海を見て、ニンニとは違い自分は驚くことや胸をときめかせることが無いと、思いにふけっていた。それを聞いたムーミンパパは、ムーミンママを驚かせるため、海に突き落とすことを企てる。ムーミンママの背後に忍び寄った瞬間、その様子を見ていたニンニがムーミンパパのお尻に噛みついた。ニンニがムーミンパパを追いかけていると、ニンニの顔が見えるようになった。ニンニは初めて笑い、戦うことを覚えたのだ。ムーミンたちはニンニが元の姿に戻ったことを祝うのだった。

#### 登場人物 / キャスト
- ムーミントロール: 戸松遥
- ムーミンパパ: 菊池康弘
- ムーミンママ: 片貝薫
- リトルミイ: 豊崎愛生
- スナフキン: 櫻井孝宏
- トゥーティッキ: 折笠富美子[8]
- ニンニ: 井澤詩織[8][13]

#### スタッフ
- 脚本/演出: 小栗了

### 2021年: 自由でしあわせな生活
自由でしあわせな生活（英: Free and happy life）は、エンマの劇場で公演されている第3作目のライブエンターテインメントである。2021年3月14日より公演されている。
本作の公演開始に合わせ、作中に登場する魅惑のスペシャルジュース「マンハッタンダイナマイト」をイメージしたドリンクや、初登場となったスティンキーをイメージした「いたずらもののティラミス」の他、ワークショップやグッズも展開された。

#### ストーリー
ある日のムーミン谷では、白の預言者の声が響き渡っていた。彼によると、「一度きりの人生を楽しく、自由に生きよ」といった内容を繰り返していた。ムーミンとムーミンママは今までの生活で十分だと考えていた。しかし、スノークのおじょうさんやムーミンパパ、スニフは何かに取り憑かれたように、白の預言者の言うことに従い始めた。ムーミンママは、すぐに飽きるだろうと放っていた。ムーミンは、自由の意味について疑問を抱き始めていた。そこにトラブルメーカーのスティンキー―が現れた。新しい自由な生活を送るムーミンパパたちの手伝いをすると言うのだ。ムーミンはスティンキーの言うことを聞き流していたが、スティンキーは何かを企んでいる様子を見せた。
新しい自由な生活を送るスノークのおじょうさんは刺激のある新たな恋を、スニフは宝石の商売、ムーミンパパは木の上での生活を始めることにした。そこにスティンキーが現れ、魅惑のスペシャルジュース「マンハッタンダイナマイト」の製造機を出して見せた。自由が欲しいのならば、これを飲めばいいと言う。ムーミンパパとスニフは、スティンキーの思惑通りに「マンハッタンダイナマイト」を飲んでしまう。その時、雨が降ってきた。家に帰ろうかと悩むムーミンパパだったが、今帰ってしまうとみっともないと見栄を張ってここに留まることを決意する。するとムーミンママが気遣って置いていったサンドイッチを見つけ、ムーミンパパは思い悩んでしまう。
ムーミン屋敷では、ムーミンママがムーミンの誕生日を祝うためにケーキを作っていた。今日という特別な日に、自由を持て余してみんなが帰ってくると信じていたからだ。しかし誰も帰ってこなかったため、ムーミンママも新しい自由な生活を送る決心をする。
ムーミンは相変わらず自由の意味について疑問を抱いていた。そこにスノークのおじょうさんがやってきて、自由な生活を楽しんでいる姿を見せた後、自分のことをほっとくように言い捨てた。ムーミンパパも続いてやってきて、腹痛を訴えながら同じことを口にした。そこにリトルミイがやってきて、ムーミンはムーミン屋敷に帰ることを決意する。
ムーミンは屋敷に帰ってきたが、ムーミンママはムーミンの誕生日ケーキを残して姿を消していた。ケーキの傍にあった手紙には、みんなと同様に家出をし、新しい自由な生活を送ると書かれていた。ムーミンは自分の行いを反省し、家出したみんなも呼び、ムーミンママを探すことにした。
スティンキーはややこしくなったムーミンたちの状況を笑って見ていた。スティンキーはスニフを騙し、黒の預言者を連れてきたのだ。ムーミンたちを呼び出した後、白の預言者も連れてきた。黒の預言者は白の預言者を偽物扱いし、「真っ当に生きるべきだ」と繰り返し、自由な生活を送ることを愚かだと語りだした。騙されていたみんなも納得し考えを改め始めた。そこに白の預言者も現れ、2人の相反する内容に言い合いを始めた。そこにムーミンママが帰ってきて、「すぐそばにある人それぞれの生き方、幸せは自分で見つけるもの」と語り、仲裁した。みんなは反省し、ムーミンママが企画したお茶会に向かうのだった。

#### 登場人物 / キャスト
- ムーミントロール: 戸松遥
- スノークのおじょうさん: 花澤香菜
- ムーミンパパ: 菊池康弘
- ムーミンママ: 片貝薫
- リトルミイ: 豊崎愛生
- スナフキン: 櫻井孝宏
- スニフ: 福山潤
- スティンキ―: 木村昴[16]
- 白の預言者: 川原慶久[17]
- 黒の預言者: 辻親八[18]

#### スタッフ
- 脚本/演出: 小栗了[19]